# Dòng Salêdiêng Don Bosco
Dòng Salêdiêng Don Bosco (tiếng Anh: Salesians of Don Bosco, viết tắt: SDB), tên chính thức là Hội dòng Thánh Phanxicô Đệ Salê (tiếng Latin: Societas Sancti Francisci Salesii), là một tu hội Công giáo Roma thuộc quyền Giáo hoàng. Hội dòng được thành lập vào cuối thế kỷ 19 bởi Thánh Don Bosco với nền tảng ban đầu là công tác từ thiện, chăm sóc trẻ em và người nghèo trong cuộc cách mạng công nghiệp.
Châm ngôn bằng tiếng Latin của hội dòng là: Da mihi animas, coetera tolle, dịch sang tiếng Việt: "Xin cho tôi các linh hồn, còn các sự khác xin hãy lấy đi" (theo sách Sáng Thế 14, 21-23).

## Lịch sử
Năm 1842, một tu sĩ trẻ người Ý là Gioan Bosco (tiếng Ý: Giovanni Bosco) đã mở một trường học ban đêm dành cho trẻ em trai ở Valdocco (nay thuộc Torino, Ý). Những năm tiếp theo, ông mở thêm vài trường học khác tương tự để thu nhận các trẻ em cơ nhỡ. Đến năm 1857, ông đã thu hút được nhiều người cùng chí hướng và ra một bản quy tắc hoạt động mà nay đã trở thành Hiến luật của Hội dòng Thánh Phanxicô Đệ Salê.
Trên cơ sở các hoạt động đó, vào năm 1852, Gioan Bosco đã thành lập tu hội Salesian. Đến năm 1858, tu hội được Tòa Thánh phê chuẩn và chính thức được công bố vào ngày 18 tháng 12 năm 1859 tại Torino (Ý) với danh hiệu là Hội Đạo đức Thánh Phanxicô Đệ Salê gồm 17 thành viên (01 linh mục, 15 tư giáo và một sinh viên, trong đó có Don Bosco, (lúc bấy giờ đã 44 tuổi). Thành viên Sư huynh đầu tiên gia nhập tu hội vào ngày 22 tháng 2 năm 1860. Ngày 22 tháng 7 năm 1864, Tòa Thánh ban sắc Lệnh Decretum Laudis chấp thuận cho tu hội hoạt động và ngày 1 tháng 3 năm 1869 thì chính thức công nhận tu hội Salêdiêng - Don Bosco là tu hội Công giáo. Đến ngày 3 tháng 4 năm 1873, Giáo hoàng Piô IX phê chuẩn Hiến luật của tu hội.
Cơ sở đầu tiên của tu hội nước Ý được thành lập ngày 9 tháng 11 năm 1875 tại thành phố Nice, nước Pháp. Ngày 11 tháng 11 năm 1875, cuộc xuất hành truyền giáo đầu tiên lên đường sang Argentina.
Triết lý giáo dục của Dòng Salêdiêng Don Bosco có thể được cô đọng vào ba từ: lý trí, tôn giáo và lòng thương mến. Nguyên tắc cơ bản của hệ thống giáo dục này chính là hiểu biết và yêu thương giới trẻ. Tháng 3 năm 1877, Don Bosco xuất bản khảo luận về Hệ thống Giáo dục Dự phòng của ông. Tháng 8 năm 1877, xuất bản "Tập San Salêdiêng" đầu tiên.
Sau khi người sáng lập Don Bosco qua đời năm 1888, hoạt động của tu hội vẫn tiếp tục phát triển. Năm 1911, các cơ sở tu hội Salêdiêng đã được thành lập trên khắp thế giới, bao gồm Colombia, Trung Quốc, Ấn Độ, Nam Phi, Tunisia, Venezuela và Hoa Kỳ. Cuối năm 2008, tu hội ước tính có hơn 16.092 hội viên tại 1.859 nhà kể cả các Giám mục và tập sinh đang phục vụ trên 130 quốc gia, trong đó có Việt Nam.

## Huy hiệu truyền thống
Huy hiệu của tu hội được giáo sư Boas thiết kế, đã ra mắt lần đầu tiên trong một lá thư luân lưu của Don Bosco đề ngày 8 tháng 12 năm 1885 mang biểu tượng của sự nhân đức thần học (một ngôi sao rạng rỡ tượng trưng niềm tin, một mỏ neo tượng trưng cho hy vọng và một trái tim rực lửa tượng trưng cho tổ chức từ thiện); hình ảnh của Thánh Francis de Sales (nhắc nhớ đến Đấng Bảo trợ của Tu hội) và một khu rừng nhỏ ở phần dưới (ám chỉ đến Đấng sáng lập) với các ngọn núi cao biểu thị cho những cao độ của sự toàn hóa mà các hội viên đang vươn tới; nhành cọ và nhành nguyệt quế đan xen ở hai bên biểu trưng cho phần thưởng xứng đáng cho một đời sống đạo hạnh và hy sinh. Phía dưới là châm ngôn của hội dòng bằng tiếng Latin diễn tả lý tưởng của người Sa-lê-diêng.

## Logo mới
Biểu tượng của tu hội, được tạo thành từ hai hình ảnh chồng lên nhau: Một phông nền cách điệu hình chữ "S" (Salêdiêng) mang sắc màu trắng được hình thành trong một hình cầu giống như một thế giới được đánh dấu bằng đường (hành trình) và còn lại hai phần cắt giữa những cánh đồng hay ngọn đồi.
Hình ảnh thứ hai là các trung tâm của toàn thế giới che lấp đường chữ "S". Hình một mũi tên màu đỏ chỉ lên chốn nghỉ ngơi, trên ba chân màu đỏ vuông góc với đầu mũi tên, là ba vòng tròn màu đỏ khép kín trở thành một hình ảnh cách điệu của ba người: người đầu tiên ở vị trí chính giữa cao hơn so với hai người bên cạnh là: nhân vật trung tâm của ba người và hai người khác bên cạnh, nó xuất hiện như thể là được chấp nhận bởi nhân vật trung tâm. Ba hình cách điệu với các mũi tên chỉ lên trên cũng có thể được xem như là một ngôi nhà ở đơn giản với một mái dốc (mở cánh tay cách điệu tròn của nhân vật trung tâm) và với ba trụ cột của ngôi nhà (cơ quan của ba người).
Logo hàm chứa ý nghĩa: Thánh Gioan Bosco với vòng tay rộng mở, được cô đọng vào ba từ: Lý trí, Tôn giáo và Lòng thương mến.
Nó được thiết kế với chủ đề Trung tâm Don Bosco và Salêdiêng đồng hành cùng giới trẻ thông qua thế giới.

## Quá trình phát triển tại Việt Nam

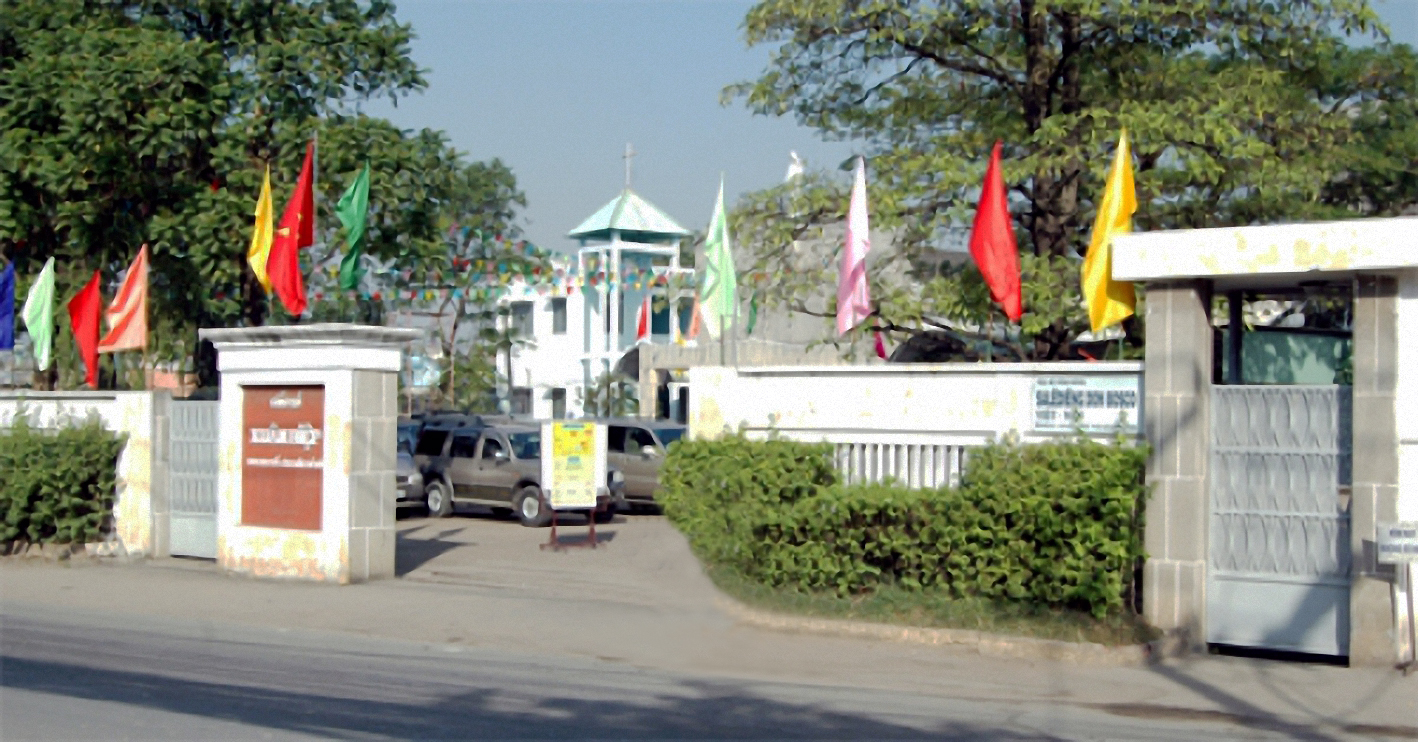
Cổng Học viện Thần học Rinaldi - Xuân Hiệp, Tỉnh Dòng Salêdiêng Don Bosco Việt Nam

Vào năm 1936, Giám mục Gioan Baotixita Nguyễn Bá Tòng, Giám mục Giáo phận Phát Diệm, đã đề nghị Linh mục Carlo Braga, Giám tỉnh Tỉnh Dòng Salêdiêng Trung Hoa, gửi các tu sĩ Salêdiêng đến điều hành Tiểu chủng viện, dạy học và điều hành trường dạy nghề. Tuy nhiên, việc này đã không được thực hiện. Thời gian sau đó, Giám mục Hồ Ngọc Cẩn đã đến Trung ương Dòng Salêdiêng Don Bosco tại Torino và đề nghị Bề trên Cả của dòng là Philip Rinaldi gửi các tu sĩ Salêdiêng đến Việt Nam. Tuy nhiên đây chỉ là những hoạt động đơn lẻ của dòng tại Việt Nam.
Mãi đến năm 1940, một tu sĩ dòng Salêdiêng người Pháp, linh mục Phanxicô Dupont, vì biết tiếng Nhật, đã được gửi đến Việt Nam để làm thông dịch viên và làm Tuyên úy cho các binh sĩ Nhật. Tuy nhiên, chỉ một năm sau, do có sự can thiệp của Tòa Khâm sứ, ông được xuất ngũ. Là một nhà truyền giáo nhiệt thành, ông tham gia nhiều hoạt động mục vụ tông đồ từ Bắc chí Nam, từ Hà Nội đến Sài Gòn, làm Tuyên úy Sinh viên Công giáo, Tổng linh hướng các cấp lãnh đạo của Tổ chức Hướng đạo. Cuối năm 1941, ông cộng tác điều hành một cô nhi viện ở Hà Nội, nhờ có sự hỗ trợ của một tu sĩ trẻ dòng Salêdiêng, Linh mục Raimond Petit, Linh mục Dupont đã lập một trường huấn nghệ cho học sinh và dạy Latin. Công việc trở nên khó khăn sau cái chết của linh mục Dupont, nên vào năm 1947, Linh mục Raimond Petit đã đưa khoảng trẻ 30 em về Pháp để chuyển vào các nhà Salêdiêng ở Nice và Marseille hoặc gửi vào các gia đình ở Marseille, chấm dứt những hoạt động đầu tiên của hội dòng Salêdiêng tại Việt Nam.
Vào năm 1952, Tòa Thánh phong một tu sĩ dòng Thừa sai (MEP) là Paul Léon Seitz làm Giám mục hiệu tòa Catula và bổ nhiệm ông làm Đại diện Tông Tòa Giáo phận Kon Tum. Trước khi nhậm nhiệm sở mới, Giám mục Paul Seitz Kim đã đề nghị Hội dòng Salêdiêng tiếp nhận Gia đình Têrêxa, một tổ chức xã hội Công giáo chuyên tiếp nhận các thanh thiếu niên nghèo, vô gia cư và thất lạc gia đình, do chính ông thành lập. Đề nghị này được Hội dòng chấp thuận và ngay trong năm đó, Giám tỉnh Tỉnh Dòng Trung Hoa Hồng Kông đã gửi Linh mục Antôn Giacomino (người Brasil) và Linh mục Andrej Majcen Quang (người Slovenia) qua Việt Nam. Lúc đầu, nhà dòng lập chi nhánh Dòng Salêdiêng Don Bosco tại giáo xứ Thái Hà, Hoàng Long, Hà Nội.
Năm 1954, các tu sĩ cùng các học sinh của Dòng Salêdiêng Don Bosco đều di cư vào miền Nam Việt Nam. Do không được Giám mục Sài Gòn Jean Cassaigne chấp nhận cho vào Sài Gòn, Dòng đã chuyển các học sinh vào Ban Mê Thuột. Sau một thời gian ngắn, vì không thể sống được ở Ban Mê Thuột, năm 1955, Dòng phải chuyển vào Sài Gòn với sự cho phép của Giám mục Sài Gòn lúc đó là Giám mục Simon Hòa Hiền. Tuy nhiên, phần lớn các học sinh lớn đã ở lại Giáo phận Kontum. Ban đầu, trụ sở hội dòng đặt ở Thủ Đức. Sau khi trụ sở hội dòng tại Thủ Đức được chuyển thành Đệ tử viện dành cho các học sinh muốn đi tu Dòng Don Bosco, các học sinh còn lại được chuyển về Gò Vấp, đến ngày 11 tháng 11 năm 1956, Trường Huấn nghiệp Gò Vấp được thành lập. Nơi đây trở thành cơ sở chính cho hoạt động xã hội của dòng Don Bosco tại Việt Nam cho đến tận cuối 1975. Từ năm 1973, Dòng cho khởi công xây dựng cơ sở cho một trường Kỹ thuật nữa ở Đà Nẵng với dự kiến niên học 1975 - 1976 sẽ khai giảng (tuy nhiên, dự định này đã không trở thành hiện thực).
Những hoạt động ban đầu của Dòng Salêdiêng Don Bosco Việt Nam thường do các tu sĩ và linh mục ngoại quốc điều hành. Mãi đến năm 1957, mới có hai tu sĩ Việt Nam đầu tiên. Năm 1960, Dòng bắt đầu mở Nhà Tập, năm 1972, mở Học viện tại Đà Lạt. Tháng 6 năm 1974, chi nhánh Dòng Don Bosco Việt Nam trở thành Phụ tỉnh Dòng Salêdiêng Don Bosco Việt Nam, trực thuộc Bề trên Cả.
Sau năm 1975, chính quyền Việt Nam trưng dụng hầu hết các cơ sở của Dòng Salêdiêng Don Bosco Việt Nam. Hoạt động của Dòng phải chuyển vào một số giáo xứ ở các Giáo phận Sài Gòn, Xuân Lộc, Đà lạt để có thể tồn tại, hoạt động và phát triển. Các tu sĩ ngoại quốc đã phải về nước và một số tu sĩ Việt Nam ra khỏi Dòng, năm 1975 có 120 tu sĩ, năm 1985 chỉ còn lại 78, do đó hoạt động của hội dòng gặp rất nhiều khó khăn. Chỉ có nhờ vào sự kiên trì cũng như nỗ lực không ngừng của các thành viên còn lại, Dòng Salêdiêng Don Bosco Việt Nam tồn tại và đã phát triển lên 304 tu sĩ, đang làm việc tại nhiều Giáo phận (Hà Nội, Thái Bình, Bùi Chu, Thanh Hóa, Vinh, Kon Tum, Ban Mê thuột, Đà Lạt, Xuân Lộc, Bà Rịa, Sài Gòn, Vĩnh Long, Long Xuyên). Ngày 24 tháng 7 năm 1999, chi nhánh Dòng tại Việt Nam chính thức trở thành Tỉnh Dòng Don Bosco Việt Nam, trực thuộc Bề trên Cả.

## Tổ chức
- Hội Salêdiêng Gioan Bosco là một cộng đoàn giáo sĩ của các linh mục, tu sĩ và cư sĩ.
- Quyền lập pháp được thực hiện bởi các tổng hội, đáp ứng mỗi nhiệm kỳ là sáu năm; chương trình được tổ chức ba năm một lần.
- Chính quyền trung ương được giao phó chung cho một linh mục bề trên, mang danh hiệu của Bề Trên Cả và những người được hỗ trợ bởi Hội đồng các tỉnh, được gọi là Giám tỉnh, với sự tham gia của một Giám tỉnh, giao cho các Hội đồng tỉnh, các cộng đồng địa phương được điều hành bởi một Giám đốc.
- Kể từ năm 1965 các Tỉnh dòng được chia thành các khu vực, trong đó cung cấp các mối liên kết giữa chính quyền trung ương và các tỉnh.
- Năm 2008 số hội viên Sa-lê-diêng trên toàn thế giới là 16.092, tại 1.859 nhà kể cả các Giám mục và tập sinh. Họ hiện diện trên 130 quốc gia trải khắp các lục địa.
- Các công cuộc của họ được phân chia thành từng Miền, Tỉnh dòng và Địa phương.
- Cả thảy có 8 Miền với 93 Tỉnh dòng, cùng nhau đảm trách 7.610 công cuộc (liên quan đến đào luyện, nguyện xá, trung tâm trẻ, trường học, lưu xá, ơn gọi, giáo xứ, công tác xã hội, truyền thông xã hội, trụ sở tỉnh dòng).
- Gia đình Sa-lê-diêng gồm 26 tổ chức khác nhau được hình thành theo thời gian nhằm phát huy nguồn gợi hứng từ lối sống và đoàn sủng của Don Bosco.
- Ngay thời của Don Bosco đã có 4 tổ chức: Dòng Con Đức Mẹ Phù Hộ Các Giáo Hữu (14.665 hội viên), Hội Cộng Tác Viên Sa-lê-diêng (khoảng 24.000), Hội Cựu Học Viên Don Bosco (khoảng 97.300) và Hiệp Hội Đức Ma-ri-a Phù Hộ Các Giáo Hữu (ADMA).

(Nguồn: CG 26, Niên giám 2009, Thống kê 31/12/2008 và Dati Statistici, 2008).

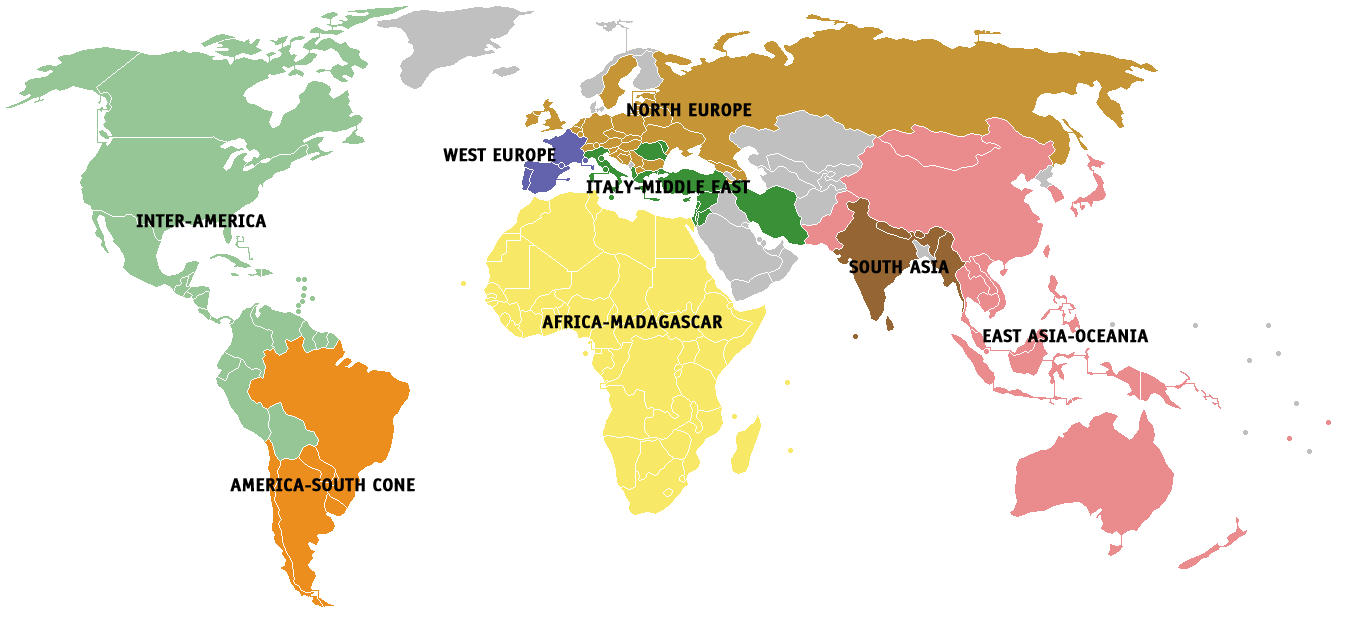
Bản đồ các tổ chức khu vực của Dòng Salêdiêng - Don Bosco được thành lập trên thế giới.

### Các khu vực Tỉnh dòng và Á tỉnh Salêdiêng Don Bosco có vị trí rải rác trên khắp thế giới
| Trung Mỹ                  | Nam Mỹ                        | Bắc Âu                 | Tây Âu                                 | Ý - Trung Đông                     | Châu Phi                                          | Nam Á                   | Đông Á - Châu Đại Dương                          |
| ------------------------- | ----------------------------- | ---------------------- | -------------------------------------- | ---------------------------------- | ------------------------------------------------- | ----------------------- | ------------------------------------------------ |
| Antilles (ANT)            | Buenos Aires, Argentina (ABA) | Áo (AUS)               | Nam Bỉ (BES)                           | Triveneto, Ý(IAD)                  | Trung Phi (AFC)                                   | Bangalore, Ấn Độ (INK)  | Úc - Fiji - Samoa (AUL)                          |
| Bolivia (BOL)             | Bahía Blanca, Argentina (ABB) | Bắc Bỉ (BEN)           | Pháp (FRA)                             | Piedmont & Valle d' Aosta, Ý (ICP) | Đông Phi (AFE)                                    | Chennai, Ấn Độ (INM)    | Trung Quốc - Hồng Kông - Ma Cao - Đài Loan (CIN) |
| Trung Mỹ (CAM)            | Cordoba, Argentina (ACO)      | Cộng hòa Séc (CEP)     | Bồ Đào Nha (POR)                       | Lombardy - Emilia Romagna, Ý (ILE) | Á tỉnh Ethiopia - Eritrea (AET)                   | Dimapur, Ấn Độ (IND)    | Đông Timor (TL)                                  |
| Canada (CAN)              | La Plata, Argentina (ALP)     | Croatia (CRO)          | Barcelona, Tây Ban Nha (SBA)           | Liguria - Toscana, Ý (ILT)         | Á tỉnh Tropical Equatorial (ATE)                  | Guwahati, Ấn Độ (ING)   | Hàn Quốc (KOR)                                   |
| Bogotá, Colombia (COB)    | Rosario, Argentina (ARO)      | Đông Âu (EST)          | Bilbao, Tây Ban Nha (SBI)              | Sicily, Ý                          | Á tỉnh Tây Phi thuộc Pháp (AFO)                   | Hyderabad, Ấn Độ (INH)  | Nhật Bản (GIA)                                   |
| Medellin, Colombia (COM)  | Belo Horizonte, Brasil (BBH)  | Đại Anh (GBR)          | Leon, Tây Ban Nha (SLE)                | Đông Bắc Ý (INE)                   | Á tỉnh Tây Phi thuộc Anh (AFW)                    | Kolkata, Ấn Độ (INC)    | Papua New Guinea-Quần đảo Solomon (FIN)          |
| Ecuador (ECU)             | Salvador, Brazil (BSD)        | Đức (GER)              | Madrid, Tây Ban Nha (SMA)              | Sardinia, Ý (ISA)                  | Á tỉnh Angola (ANG)                               | Mumbai, Ấn Độ (INB)     | Bắc Philippin (FIN) Nam Philippin (FIS)          |
| Haiti (HAI)               | Campo Grande, Brazil (BCG)    | Malta (MLT)            | Hungary (UNG)                          | Sevilla, Tây Ban Nha (SSE)         | Sicily, Ý (ISI)                                   | Á tỉnh Madagascar (AFO) | New Delhi, Ấn Độ (INN)                           |
| Guadalajara, México (MEG) | Manaus, Brazil (BMA)          | Ireland (IRL)          | Valencia, Tây Ban Nha (SVA)            | Trung Đông (MOR)                   | Á tỉnh Zambia - Malawi - Zimbabwe - Namibia (ZMB) | Tiruchy, Ấn Độ (INT)    | Thái Lan - Campuchia - Lào (THA)                 |
| Mexico City, Mexico (MEM) | Porto Alegre, Brazil (BPA)    | Warszawa, Ba Lan (PLE) |                                        |                                    | Á tỉnh Maputo (MOZ)                               | Panjim, Ấn Độ (INP)     | Việt Nam - Mông Cổ (VIE)                         |
| Peru (PER)                | Porto Velho, Brazil (BPV)     | Pila, Ba Lan (PLN)     | Phụ tỉnh Rwanda - Burundi - Goma (RBG) | Á tỉnh Yangon, Myanmar (MYM)       |                                                   |                         |                                                  |
| Đông Hoa Kỳ (SUE)         | Recife, Brazil (BRE)          | Wroclaw, Ba Lan (PLO)  |                                        | Á tỉnh Colombo, Sri Lanka (LKC)    |                                                   |                         |                                                  |
| Tây Hoa Kỳ (SUO)          | Sao Paolo, Brazil (BSP)       | Krakow, Ba Lan (PLS)   |                                        |                                    |                                                   |                         |                                                  |
| Venezuela (VEN)           | Chile (CHL)                   | Slovakia (SLK)         |                                        |                                    |                                                   |                         |                                                  |
|                           | Paraguay (PAR)                | Slovenia (SLO)         |                                        |                                    |                                                   |                         |                                                  |
| Uruguay (URU)             | Ukraina (UKR)                 |                        |                                        |                                    |                                                   |                         |                                                  |

## Định hướng
Hiến luật số 2 của tu hội khẳng định: 
- "Chúng ta, những người Salêdiêng Don Bosco (SDB) tạo thành một cộng thể những người được thanh tẩy, mau mắn vâng nghe tiếng Chúa Thánh Thần, nguyện thực hiện kế hoạch tông đồ của Đấng Sáng lập trong một hình thức chuyên biệt của đời tu: trong Hội Thánh [1], chúng ta là những dấu chỉ và người mang tình yêu Thiên Chúa đến cho thanh thiếu niên, đặc biệt những em nghèo khổ nhất".
- "Trong khi chu toàn sứ mệnh này, chúng ta tìm được con đường nên thánh cho mình".
- "Tu hội chúng ta gồm giáo sĩ và giáo dân sống cùng một ơn gọi trong sự bổ sung huynh đệ" (HL 4).

Hiến luật 6 nêu rõ sứ mệnh Salêdiêng bao gồm những lãnh vực sau đây:
- "Trung thành với những cam kết Don Bosco truyền lại, chúng ta là những người rao giảng Tin mừng cho thanh thiếu niên, cách riêng những em nghèo khổ hơn cả; chúng ta đặc biệt chăm sóc các ơn gọi tông đồ; chúng ta là những người giáo dục đức tin trong các môi trường bình dân, đặc biệt với việc truyền thông xã hội; chúng ta loan báo cho các dân tộc Tin mừng mà họ chưa được nhận biết".

## Hoạt động
- Giáo dục trực tiếp: Các Nguyện xá và Trung tâm trẻ, các trường học thuộc mọi cấp và các trung tâm huấn nghệ. Các trường nội trú và các nhà mở cho các trẻ em gặp khó khăn, các trường đại học, các trung tâm giáo lý và mục vụ. Công cuộc Salêdiêng chủ yếu nhắm đến các thanh thiếu niên.
- Trực tiếp Phúc âm hóa: khoảng 1.000 giáo xứ được trao cho các Salêdiêng điều hành. Tu hội đã khởi sự với một lớp giáo lý và giờ đây được ủy thác việc tân Phúc âm hóa trong thế giới hiện đại.
- Trực tiếp truyền giáo: Hiện nay có khoảng 3.000 Salêdiêng đang thực hiện công việc truyền giáo. Họ đang hoạt động trong mọi lãnh vực truyền giáo khác nhau trên khắp năm châu lục.

Sau Mỹ Latinh, các Salêdiêng tổ chức "Kế hoạch châu Phi", hiện có khoảng 1.000 Salêdiêng đang làm việc tại đó. Cũng đã có cuộc đàm phán về một nhóm "Phục vụ Trung Hoa". Các Salêdiêng đang hoạt động tại hơn 130 quốc gia trên thế giới. Hiến luật quả quyết rằng người Salêdiêng nên thánh qua việc thực thi sứ mệnh của mình.

## Gia đình Salêdiêng

### Gia đình Salêdiêng ngày nay
Chính Don Bosco đã cưu mang ý tưởng về Gia đình Salêdiêng. Ngày nay, Gia đình này có 23 nhóm và làm việc hầu như ở mọi nước trên thế giới. Chúng ta có thể liệt kê vài nhóm:
- Salêdiêng Don Bosco (SDB): còn gọi tu hội Thánh Phanxicô Đệ Salê là những người theo tinh thần thánh Phanxicô Salê của Don Bosco, là tu hội lớn trong Giáo hội Công giáo, bao gồm linh mục, sư huynh đang hoạt động trên 130 nước trên thế giới.
- Con Đức Mẹ Phù Hộ (FMA): còn gọi The Salesian Sisters of St John Bosco: được Don Bosco thành lập với sự cộng tác của Thánh Maria Mazzarello, là một trong những tu hội lớn trong Giáo hội (Công giáo), một hiện diện phẩm chất và năng động trong thế giới đang thách đố tác vụ giới trẻ.
- Chí Nguyện Don Bosco (VDB): được cha Bề Trên Cả Phillip Rinaldi thành lập, là một tu hội đời bao gồm các nữ tín hữu được thánh hiến, làm việc theo tinh thần của Don Bosco.
- Cộng tác viên Salêdiêng: là những giáo dân và linh mục sống Tin Mừng trong thế giới theo tinh thần của Don Bosco, trong việc phục vụ giới trẻ và giáo hội địa phương.
- Hiệp Hội Cựu học viên Don Bosco/FMA: bao gồm các cựu hội viên Salêdiêng nam nữ cam kết dấn mình vào sứ mệnh giáo dục giới trẻ trong gia đình, khu xóm và Giáo hội địa phương.
- Hội Truyền giáo Giáo dân Salêdiêng: gồm những người nam nữ, độc thân hoặc đã lập gia đình, tự nguyện làm việc trong thời gian một năm hoặc nhiều hơn, bên cạnh những SDB hay FMA tại các nước truyền giáo có người Salêdiêng phục vụ.

(Nguồn: Theo tài liệu Don Bosco - Kỷ niệm 50 năm Don Bosco Việt Nam 1952 - 2002 _ Tỉnh Dòng Salêdiêng Don Bosco - Việt Nam)

### Các mối liên kết
Các thành phần của Gia đình này do nền giáo dục họ nhận thức được. Họ sẽ liên kết mật thiết hơn với nhau khi họ cam kết tham dự vào sứ mệnh Salêdiêng trên thế giới (HL 5).
- Hiến luật nêu rõ: "Bắt nguồn từ Don Bosco là cả một phong trào rộng lớn của những người hoạt động nhằm cứu rỗi giới trẻ, dưới những hình thức khác nhau".
- Nhờ sống cùng một tinh thần và trong sự hiệp thông với nhau, những nhóm này tiếp tục sứ mệnh do ông khởi xướng, với những ơn gọi chuyên biệt khác nhau. Cùng với những nhóm này và các nhóm khác phát sinh sau đó, chúng ta tạo thành Gia đình Salêdiêng.
- Theo ý người sáng lập, họ có trách nhiệm đặc biệt trong gia đình này là gìn giữ sự hiệp nhất tinh thần, khích lệ sự đối thoại và cộng tác huynh đệ nhằm làm phong phú cho nhau và đạt tới hiệu năng tông đồ lớn lao hơn.
- Đây không chỉ là lời công bố long trọng trong Hiến luật. Những hệ quả cụ thể được rõ ràng nêu lên trong Qui chế có liên quan đến việc phục vụ các tu sĩ Salêdiêng phải cống hiến cho Gia đình Salêdiêng. Nhiệm vụ của giám tỉnh và giám đốc, được các ủy viên liên hệ hỗ trợ, là gây ý thức nơi các cộng thể, để các cộng thể thực hiện những nhiệm vụ của mình trong Gia đình Salêdiêng.
- Chiếu theo sự thỏa thuận với nhiều nhóm khác nhau, trong tinh thần phục vụ và tôn trọng quyền tự lập của mỗi nhóm, các cộng thể sẽ: Cống hiến cho họ sự hỗ trợ thiêng liêng; Cổ vũ các cuộc họp; Khuyến khích sự hợp tác giáo dục mục vụ và vun trồng sự dấn thân chung về ơn gọi.

## Nhân sự

### Các Bề trên Cả (Bề trên Tổng quyền)
- Lm. Micae Rua [3] là người kế vị Don Bosco, quản nhiệm từ ngày Don Bosco qua đời cho đến tháng 4 năm 1910.
- Lm. Phaolô Albera: 6 tháng 4, 1910 - 29 tháng 10, l921.
- Lm. Philip Rinaldi: 16 tháng 4, 1922 - 5 tháng 12, 1931.
- Lm. Phêrô Ricaldone: 17 tháng 5, 1932 - 25 tháng 11, 1951.
- Lm. Renato Zigiotti: 1 tháng 8, 1952 - 27 tháng 4, 1965.
- Lm. Luigi Ricceri: 27 tháng 4, 1965 - 15 tháng 12, 1977.
- Lm. Egidio Viganò: 15 tháng 12, 1977 - 23 tháng 6, 1995.
- Lm. Juan E. Vecchi: 20 tháng 3, 1996 - 23 tháng 1, 2002.
- Lm. Pascual Villanueva Chavez: 3 tháng 4, 2002-2015
- Lm. Ángel Fernández Artime (2015-nay)- Tiến sĩ Thần học, Cử nhân Triết Học

### Các bề trên tại Việt Nam

#### Phụ tỉnh dòng
- Lm. Andrej Majcen (tên tiếng Việt là: Quang), Bề trên Phụ tỉnh đầu tiên (1958)
- Lm. Mario Acquistapace làm Bề trên Phụ tỉnh (1959 - 1968)
- Lm. Aloysio Massimino làm Bề trên Phụ tỉnh (1968 - 1974)
- Lm. Gioan Nguyễn Văn Ty làm Bề trên Phụ Tỉnh với nhiều đặc quyền của Cha Bề trên Cả (1974 - 1984)

#### Á tỉnh dòng
- Lm. Gioan Nguyễn Văn Ty làm Bề trên Á Tỉnh đầu tiên (1984 - 1991)
- Lm. Phêrô Nguyễn Văn Đệ làm Bề trên Á Tỉnh (1991 -1997)
- Lm. Gioan Nguyễn Văn Ty tái nhiệm làm Bề trên Á Tỉnh (1997 - 1999)

#### Giám tỉnh dòng
- Lm. Gioan Nguyễn Văn Ty: Bề trên Giám tỉnh đầu tiên (1999 - 2003)
- Lm. Gioan Baotixita Nguyễn Văn Thêm: (2003 - 2009)
- Lm. Giuse Trần Hòa Hưng: (2009 - 2015)
- Lm. Giuse Nguyễn Văn Quang: (2015 - 2021). Thánh Lễ Nhậm Chức của tân Giám Tỉnh được cử hành vào ngày Thứ Ba, 26 tháng 5 năm 2015, tại Xuân Hiệp - Thủ Đức, Thành phố Hồ Chí Minh.
- Lm. Barnaba Lê An Phong (2021 - 2027)

## Các cá nhân được vinh danh hiển Thánh
| STT        | Tên họ                    | Thời gian sống | Năm tôn phong | Thời Giáo hoàng            | Ghi chú                       |
| ---------- | ------------------------- | -------------- | ------------- | -------------------------- | ----------------------------- |
| Hiển Thánh |                           |                |               |                            |                               |
| 1          | Giovanni Bosco            | 1815 - 1888    | 1934          | Giáo hoàng Pio XI          | Linh mục, người sáng lập Dòng |
| 2          | Giuseppe Cafasso          | 1811 - 1860    | 1947          | Giáo hoàng Pio XII         |                               |
| 3          | Maria Domenica Mazzarello | 1837 - 1881    | 1951          | Giáo hoàng Pio XII         | Nữ tu, đồng sáng lập Dòng nữ  |
| 4          | Dominic Savio             | 1842 - 1857    | 1954          | Giáo hoàng Pio XII         |                               |
| 5          | Leonardo Mulrialdo        | 1828 - 1900    | 1970          | Giáo hoàng Phaolô VI       |                               |
| 6          | Luigi Orione              | 1872 - 1940    | 1980          | Giáo hoàng Gioan Phaolô II |                               |
| 7          | Lui Versiglia             | 1873 - 1930    | 2000          | Giáo hoàng Gioan Phaolô II |                               |
| 8          | Callistus Caravario       | 1903 - 1930    | 2000          | Giáo hoàng Gioan Phaolô II |                               |
| 9          | Artemide Zatti            | 1880 - 1951    | 2022          | Giáo hoàng Phanxicô        |                               |